# Pseudomiza aurata
Pseudomiza aurata är en fjärilsart som beskrevs av Alfred Ernest Wileman 1915. Pseudomiza aurata ingår i släktet Pseudomiza och familjen mätare. Inga underarter finns listade.

## Bildgalleri

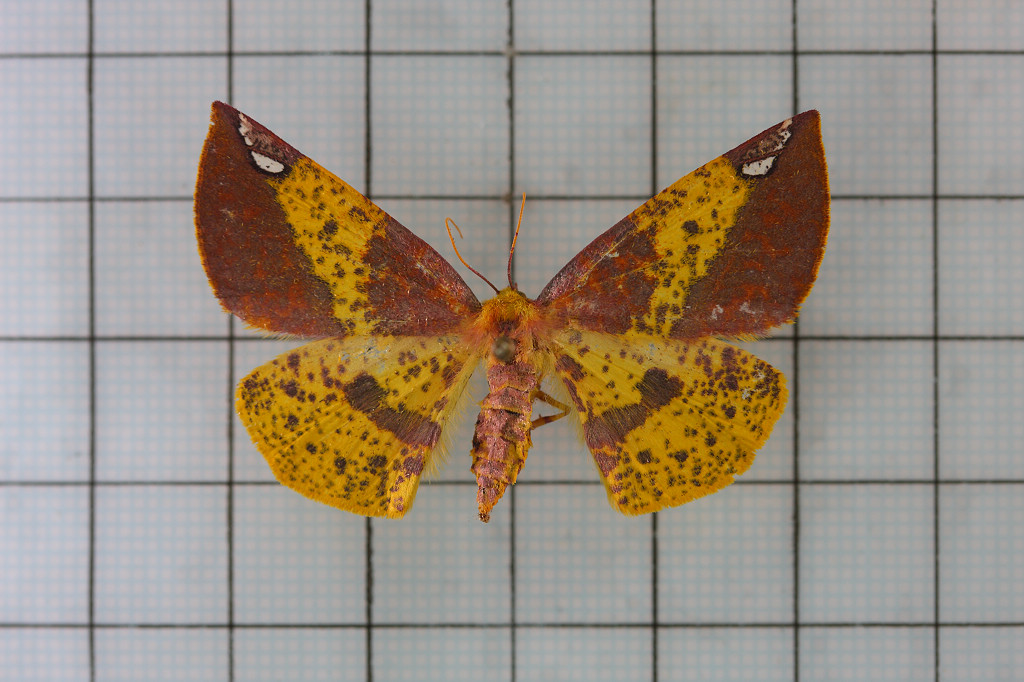